# Бедржих Хрозни
Бедржих Хрозни (на чешки: Bedřich Hrozný, 6 май 1879 – †12 декември 1952) е чешки ориенталист и лингвист.
Той разшифрова древния език на хетите, идентифицира го като индо-европейски език и полага основите за развитието на науката за хетите. Хрозни превежда от арабски език, а също така и от иврит, акадски, арамейски, шумерски, етиопски, санскрит и клинопис.

## Активност
През 1905 г., след разкопки в Палестина, той става професор в Университета на Виена.
През 1906 г., в Хатуша (дн. Боязкале, на около 200 км източно от Анкара) немска експедиция открива архивите на Хетските царе в клиновидно писмо, но на непознат език. Докато е на активна служба в австро-унгарската армия по време на Първата световна война през 1917 г., Хрозни публикува описание на езика, с което показва, че той принадлежи на индоевропейското семейство.
През 1925 Хрозни води чешки археологически екип в турското село Култепе, с когото открива 1000 клинописни таблетки, съдържащи договори и писма от асирийски търговци, търгували в древния град на хетите Каниш.
По-късно в живота си, той дешифрира йероглифната азбука, използвана от хетите и скриптовете, използвани в древна Индия и Крит. От 1919 – 1952 г. е професор по клинописни изследвания и древна ориенталска история в Карловия университет в Прага. След германската окупация на Чехословакия той е избран за ректор на същото учебно заведение.
През 1944 г. сърдечен удар слага край на научната работа на Бедржих Хрозни.

## Трудове
Zum Geldwesen der Babylonier, Beiträge zur Assyriologie IV, 1902.

 Sumerisch-babylonische Mythen von dem Gotte Ninrag (Ninib), Wien 1903.

 Das Getreide im alten Babylonien, Wien 1914.

 Die Sprache der Hethiter, ihr Bau und ihre Zugehörigkeit zum indogermanischen Sprachstamm, Leipzig 1916.

 Code hittite provenant de l'Asie Mineure (vers 1350 av. J.-C.), Paris 1922.

 Les inscriptions hittites hiéroglyphiques, essai de déchiffrement, Praha 1933.

 Nejstarší dějiny Přední Asie, Indie a Kréty, 4. vyd., Praha, Melantrich 1949.